# Fatti sentire
Fatti sentire è il diciottesimo album (il tredicesimo in studio) della cantante italiana Laura Pausini, pubblicato il 16 marzo 2018 dalla Atlantic Records.
L'album viene pubblicato anche in lingua spagnola con il titolo Hazte sentir.

## Antefatti
L'album viene annunciato il 18 dicembre 2017 attraverso i social network dell'artista. Il 26 gennaio 2018 esce il primo singolo Non è detto, il 15 gennaio vengono rivelati la copertina e il titolo dell'album, mentre il giorno successivo la track list. 
Il 24 gennaio 2018 viene annunciata la data di uscita dell'album, prevista per il 16 marzo 2018. Il 16 febbraio 2018 viene reso disponibile l'acquisto digitale del brano Fantastico (Fai quello che sei); il 2 marzo di Un progetto di vita in comune, mentre il 9 marzo 2018 viene pubblicato per il solo download digitale la versione rivisitata di Nadie ha dicho in duetto con il gruppo cubano Gente de Zona, duo di salsa reggaeton.

## Concezione
L'album è composto da 14 tracce inedite tra generi dance, pop, rock, reggeaton e sonorità elettroniche. Le tracce non sono autobiografiche, ma ognuna racconta cose che sono successe all'artista. I brani sono legati da un comun denominatore: in ognuno c'è una persona che deve fare una scelta e che deve quindi farsi sentire

Tra le collaborazioni storiche compaiono Niccolò Agliardi (testo in Non è detto, Frasi a metà, Zona d'ombra), Cheope (testo in Un progetto di vita in comune), Daniel Vuletic (musica in Nuevo, Un progetto di vita in comune, Il caso è chiuso e Francesca (Piccola aliena)) e Gianluigi Fazio (musica in Non è detto). Figurano inoltre Virginio (testi E.STA.A.TE, Fantastico (Fai quello che sei) e Il caso è chiuso), Enrico Nigiotti (testo e musica Le due finestre), Tony Maiello (testo e musica Il coraggio di andare), Yoel Henriquez (testo Nuevo brano in lingua spagnola). Il compagno Paolo Carta compare per la musica di quattro canzoni (E.STA.A.TE, Fantastico (Fai quello che sei), No River Is Wilder, L'ultima cosa che ti devo). Joseph Carta (figlio di Paolo) figura nella musica di Zona d'ombra. A quasi tutte le tracce collabora Laura Pausini ma solo tre sono firmate interamente dall'artista: No River Is Wilder, L'ultima cosa che ti devo e Francesca (Piccola aliena). Riguardo alle collaborazioni l'artista ha commentato: 

In questo progetto discografico il titolo dell'album non corrisponde ad un titolo di una traccia. Fatti sentire è nascosto ne Il coraggio di andare scritta con Tony Maiello, dove Laura Pausini ha inserito questo imperativo: 
Francesca (Piccola aliena) è dedicata alla bambina Francesca Morini di Solarolo affetta da una rara malattia, la Sindrome da delezione 1p36; la bimba è morta a 2 anni domenica 16 aprile 2017 ed era figlia di Roberta, cugina di Laura Pausini.
Il 9 marzo viene pubblicato solo in download digitale la versione rivisitata di Nadie ha dicho in versione reggaeton in duetto con il gruppo cubano Gente de Zona; mentre l'8 giugno viene pubblicato solo in download digitale il singolo Novo, contenente tutte le versioni del brano: duetto portoghese con Simone & Simaria, duetto portoghese remix (inedita), solista portoghese (inedita) e spagnola.

## Promozione
L'album è stato presentato alla stampa il pomeriggio del 15 marzo 2018 a bordo di un aeroplano Airbus A320 della compagnia Alitalia sulla tratta Milano-Roma. Il giorno successivo si è invece svolto il Fatti sentire Day, un flashmob in piazza Navona a Roma e all'Arco della Pace a Milano.
La versione dell'album in lingua italiana viene pubblicata in formato CD e anche in formato doppio LP a tiratura limitata (in colorazione nera standard, rosa e bianca). La versione pubblicata in Brasile il 16 marzo 2018 contiene Novo in lingua portoghese (con alcune parti in lingua spagnola) in duetto con il duo brasiliano Simone & Simaria, in sostituzione di Nuevo in lingua spagnola pubblicata sulle altre versioni. Per chi è abbonato al servizio di streaming musicale Apple Music è stato reso disponibile un video con una interpretazione in versione unplugged di Un progetto di vita in comune. Il 22 ottobre 2018 la versione dell'album in lingua spagnola viene pubblicata anche in formato doppio LP a tiratura limitata.
Il primo singolo estratto in Italia è stato Non è detto; Frasi a metà il secondo; E.STA.A.TE il terzo, La soluzione il quarto e Il coraggio di andare il quinto. Come secondo singolo in Svizzera, Belgio, Germania e Francia è stato pubblicato Nuevo. Anche in Brasile il primo singolo è stato Non è detto, il secondo è stato Novo in duetto con il duo brasiliano Simone & Simaria e il terzo Frasi a metà. In Spagna e in America Latina sono stati estratti come singoli: Nadie ha dicho (nel mercato latino americano si è aggiunta la versione rivisitata in stile latino arricchita da un duetto con il gruppo cubano Gente de Zona), Nuevo, El valor de seguir adelante con Biagio Antonacci (solo in Spagna) e La solución con Carlos Rivera. Nel 2020 a distanza di due anni viene pubblicato l'ultimo singolo solo in Spagna: Verdades a medias reintepretata in duetto con Bebe e distribuita solo in formato digitale.
Per la promozione dell'album, Laura Pausini rimane impegnata da luglio a dicembre 2018 in un tour mondiale intitolato Fatti sentire World Wide Tour 2018 e composto da 53 date.
Il concerto del 21 luglio al Circo Massimo di Roma viene registrato e trasmesso in prima serata su Canale 5 il 22 settembre successivo, ottenendo 1.553.000 telespettatori con l'8.8%  di share.
Il 7 dicembre 2018 viene riproposto il progetto discografico attraverso un cofanetto con l'aggiunta di un DVD con la registrazione del concerto del 21 luglio al Circo Massimo di Roma e di un libro di 100 pagine scritto dall'artista. La versione per il mercato italiano intitolata Fatti sentire ancora ripropone il CD con in aggiunta Il coraggio di andare in duetto con Biagio Antonacci, per un totale di 15 tracce, mentre la versione per il mercato spagnolo e latino intitolata Hazte sentir más ripropone il CD con in aggiunta El valor de seguir adelante in duetto con Biagio Antonacci, La solución con Carlos Rivera e Nadie ha dicho (remix) con Gente de Zona (finora mai incisa su supporto fisico), per un totale di 17 tracce.

## Accoglienza
| Recensione       | Giudizio |
| ---------------- | -------- |
| All Music Italia | 7/10     |
| Rockol           | 7/10     |

Mattia Marzi di Rockol scrive che ognuno dei cinque produttori porta nel progetto «la propria visione e il proprio mondo» attraverso «la commistione tra suoni italiani e internazionali», apprezzando tale atteggiamento come «tentativo di andare alla ricerca di cose nuove» della cantante.  Marzi riscontra nel progetto due anime della cantante «quella introversa e quella più estroversa», e che questa visione «funziona, anche a livello di attitudine», trovando «l'interpretazione divertita e convinta». Fabio Fiume di All Music Italia afferma che la cantante ha pubblicato «un disco concreto, in cui le canzoni che possono avere un percorso che vada al di là del riempitivo», ritenendolo un passo avanti rispetto al precedente progetto. Fiume sottolinea che nei brani vi siano numerosi messaggi e consigli agli ascoltatori, apprezzando in particolar modo Non è detto, trovando l'interpretazione «misurata e piena», e Francesca (Piccola Aliena) ballata «delicata ed emozionale ad una bimba che non c’è più».
In una recensione meno entusiasta, Rolling Stone Italia descrive il progetto come «l’ennesima occasione persa» per la cantante poiché «dopo le vette di Resta in ascolto del 2004 sembra non avere più trovato la via giusta». Il sito riporta che l'album sia composto in maggioranza da «classiche ballad pausiniane» e in cui «la voce viene usata secondo il solito canone, cioè con l’urlo sovrastante per dimostrare doti vocali».

## Tracce

### Fatti sentire
Il 1º settembre 2023, in occasione dei festeggiamenti dei 30 anni di carriera dell'artista, l'album in lingua italiana viene ripubblicato in doppio vinile 33 giri colorato.
- CD: 5054197976025

- 2 LP trasparente: 5054197000515

- 2 LP rosa: 5054197000874

- 2 LP nero: 5054197006142

- 2 LP trasparente (2023): 5054197673955

1. Non è detto – 3:27 (testo: Niccolò Agliardi – musica: Laura Pausini, Edwyn Roberts, Gianluigi Fazio)
2. Nuevo – 4:12 (testo: Laura Pausini, Yoel Henriquez – musica: Daniel Vuletic)
3. La soluzione – 3:53 (testo: Massimiliano Pelan, Giulia Anania, Fabio De Martino, Stefano Paviani – musica: Laura Pausini, Massimiliano Pelan, Giulia Anania, Fabio De Martino, Stefano Paviani)
4. E.STA.A.TE – 3:35 (testo: Laura Pausini, Virginio Simonelli – musica: Paolo Carta)
5. Frasi a metà – 4:02 (testo: Niccolò Agliardi – musica: Laura Pausini, Edwyn Roberts)
6. Le due finestre – 4:19 (testo: Laura Pausini, Eric Silver, Nikki Williams, Enrico Nigiotti – musica: Eric Silver, Nikki Williams, Enrico Nigiotti, Samuel Galvagno)
7. Fantastico (Fai quello che sei) – 3:34 (testo: Laura Pausini, Virginio Simonelli – musica: Laura Pausini, Paolo Carta)
8. No River Is Wilder – 3:20 (testo: Laura Pausini – musica: Paolo Carta)
9. L'ultima cosa che ti devo – 3:38 (testo: Laura Pausini – musica: Paolo Carta)
10. Un progetto di vita in comune – 3:16 (testo: Laura Pausini, Cheope – musica: Daniel Vuletic)
11. Il caso è chiuso – 3:29 (testo: Laura Pausini, Virginio Simonelli – musica: Daniel Vuletic)
12. Zona d'ombra – 2:50 (testo: Laura Pausini, Niccolò Agliardi – musica: Joseph Carta)
13. Francesca (Piccola aliena) – 3:31 (testo: Laura Pausini – musica: Daniel Vuletic)
14. Il coraggio di andare – 3:45 (testo: Laura Pausini, Tony Maiello – musica: Tony Maiello, Marco Salvati, Enrico Palmosi e Marco Rettani)

### Fatti sentire(Brasile)
- CD: 0190295673406

L'edizione pubblicata in Brasile contiene Novo in lingua portoghese (con alcune parti in lingua spagnola) in duetto con il duo brasiliano Simone & Simaria, in sostituzione di Nuevo in lingua spagnola pubblicata sulle altre versioni.
1. Novo (feat. Simone & Simaria) – 4:12 (testo: Laura Pausini, Yoel Henriquez; adatt. portoghese: Laura Pausini – musica: Daniel Vuletic) – Versione in lingua portoghese di Nuevo

### Fatti sentire ancora
- CD + DVD + libro (The Magazine): 5054197033599
- CD + DVD: 5054197033964

Fatti sentire ancora pubblicato in Italia è un cofanetto cartonato (digipack) composto da:
- CD Fatti sentire, con l'aggiunta della nuova versione del brano Il coraggio di andare eseguito in duetto con Biagio Antonacci (15 tracce in totale).
- DVD contenente la registrazione del concerto del 21 luglio 2018 al Circo Massimo di Roma del Fatti sentire World Wide Tour 2018 (trasmesso anche su Canale 5) e contenuti speciali.
- libro di 100 pagine scritto da Laura Pausini che racconta l'ultimo progetto discografico a partire dalla sua nascita
- poster raffigurante Laura Pausini e Biagio Antonacci[Nota 1].

1. Il coraggio di andare (feat. Biagio Antonacci) – 3:45 (testo: Laura Pausini, Tony Maiello – musica: Tony Maiello, Marco Salvati, Enrico Palmosi e Marco Rettani)

DVD
1. Non è detto (Video live) – 4:07 (testo: Niccolò Agliardi – musica: Laura Pausini, Edwyn Roberts, Gianluigi Fazio)
2. E.STA.A.TE (Video live) – 3:46 (testo: Laura Pausini, Virginio – musica: Paolo Carta)
3. Medley Pop (Video live) – 8:54
4. Frasi a metà (Video live) – 4:03 (testo: Niccolò Agliardi – musica: Laura Pausini, Edwyn Roberts)
5. Incancellabile (Video live) – 3:59 (testo: Cheope – musica: Giuseppe Carella, Fabrizio Baldoni, Gino De Stefani)
6. Simili (Video live) – 5:18 (testo: Laura Pausini, Niccolò Agliardi – musica: Niccolò Agliardi, Edwyn Roberts)
7. Medley Cosa Radio Finestre (Video live) – 6:04
8. Resta in ascolto (Video live) – 6:04 (testo: Laura Pausini, Cheope – musica: Daniel Vuletic)
9. Medley primi singoli (Video live) – 7:12
10. Fantastico (Fai quello che sei) (Video live) – 3:01 (testo: Laura Pausini, Virginio Simonelli – musica: Laura Pausini, Paolo Carta)
11. Medley Coristi (Video live) – 6:43
12. La soluzione (Video live) – 3:57 (testo: Massimiliano Pelan, Giulia Anania, Fabio De Martino, Stefano Paviani – musica: Laura Pausini, Massimiliano Pelan, Giulia Anania, Fabio De Martino, Stefano Paviani)
13. Medley Rock (Video live) – 6:09
14. Il coraggio di andare (Video live) – 4:56 (testo: Laura Pausini, Tony Maiello – musica: Tony Maiello, Marco Salvati, Enrico Palmosi, Marco Rettani)
15. E ritorno da te (Video live) – 4:07 (testo: Laura Pausini, Cheope – musica: Daniel Vuletic)
16. Tra te e il mare (Video live) – 5:29 (testo e musica: Biagio Antonacci)
17. Medley Acustico (Video live) – 18:02
18. Come se non fosse stato mai amore (Video live) – 3:55 (testo: Laura Pausini, Cheope – musica: Daniel Vuletic)
19. Vivimi (Video live) – 4:32 (testo e musica: Biagio Antonacci)
20. Medley Vale Passione Canto (Video live) – 7:55
21. Nuevo (Video live) – 4:18 (testo: Laura Pausini, Yoel Henriquez – musica: Daniel Vuletic)
22. Respira (Video live) – 2:11
23. Invece no (Video live) – 3:55 (testo: Laura Pausini, Niccolò Agliardi – musica: Laura Pausini, Paolo Carta)
24. Medley Reggaeton (Video live) – 12:21
25. Backstage (Video) – 6:54

### Fatti sentire ancora(Brasile)
- CD + DVD: 0190295508173

Fatti sentire ancora pubblicato in Brasile è un cofanetto cartonato (digipack) composto da:
- CD Fatti sentire pubblicato in Brasile, con l'aggiunta della nuova versione del brano Il coraggio di andare eseguito in duetto con Biagio Antonacci e Novo completamente in lingua portoghese in versione solista, finora mai incisa su supporto fisico (16 tracce in totale).
- DVD contenente la registrazione del concerto del 21 luglio 2018 al Circo Massimo di Roma del Fatti sentire World Wide Tour 2018 (trasmesso anche su Canale 5) e contenuti speciali[Nota 2].

1. Novo (feat. Simone & Simaria) – 4:12 (testo: Laura Pausini, Yoel Henriquez; adatt. portoghese: Laura Pausini – musica: Daniel Vuletic) – Versione in lingua portoghese di Nuevo
2. Novo – 4:12 (testo: Laura Pausini, Yoel Henriquez; adatt. portoghese: Laura Pausini – musica: Daniel Vuletic) – Versione solista in lingua portoghese di Nuevo

### Hazte sentir
- CD: 5054197977824
- Doppio vinile bianco: 5054197000843

L'edizione del disco pubblicata in Europa, Spagna e Argentina ha la cover con lo sfondo di colore grigio; mentre l'edizione pubblicata in Messico e nel resto dell'America Latina ha la cover con lo sfondo di colore rosa.
1. Nadie ha dicho – 3:27 (testo: Niccolò Agliardi; adatt. spagnolo: Laura Pausini – musica: Laura Pausini, Edwyn Roberts, Gianluigi Fazio)
2. Nuevo – 4:12 (testo: Laura Pausini, Yoel Henriquez – musica: Daniel Vuletic)
3. La solución – 3:53 (testo: Massimiliano Pelan, Giulia Anania, Fabio De Martino, Stefano Paviani; adatt. spagnolo: Laura Pausini – musica: Laura Pausini, Massimiliano Pelan, Giulia Anania, Fabio De Martino, Stefano Paviani)
4. Está.allá – 3:35 (testo: Laura Pausini, Virginio Simonelli; adatt. spagnolo: Laura Pausini – musica: Paolo Carta)
5. Verdades a medias – 4:00 (testo: Niccolò Agliardi; adatt. spagnolo: Laura Pausini – musica: Laura Pausini, Edwyn Roberts)
6. Dos ventanas – 4:19 (testo: Laura Pausini, Eric Silver, Nikki Williams, Enrico Nigiotti; adatt. spagnolo: Laura Pausini – musica: Eric Silver, Nikki Williams, Enrico Nigiotti, Samuel Galvagno)
7. Fantástico (Haz lo que eres) – 3:34 (testo: Laura Pausini, Virginio Simonelli; adatt. spagnolo: Laura Pausini – musica: Laura Pausini, Paolo Carta)
8. No River Is Wilder – 3:20 (testo: Laura Pausini – musica: Paolo Carta)
9. Algo que te debo – 3:38 (testo: Laura Pausini; adatt. spagnolo: Laura Pausini – musica: Paolo Carta)
10. Un proyecto de vida en común – 3:16 (testo: Laura Pausini, Cheope; adatt. spagnolo: Laura Pausini – musica: Daniel Vuletic)
11. El caso está perdido – 3:29 (testo: Laura Pausini, Virginio Simonelli; adatt. spagnolo: Laura Pausini – musica: Daniel Vuletic)
12. Niebla gris – 2:50 (testo: Laura Pausini, Niccolò Agliardi; adatt. spagnolo: Laura Pausini – musica: Joseph Carta)
13. Francesca – 3:31 (testo: Laura Pausini; adatt. spagnolo: Laura Pausini – musica: Daniel Vuletic)
14. El valor de seguir adelante – 3:45 (testo: Laura Pausini, Tony Maiello; adatt. spagnolo: Laura Pausini – musica: Tony Maiello, Marco Salvati, Enrico Palmosi, Marco Rettani)

### Hazte sentir más
- CD + DVD + livro (La revista): 5054197034053
- CD + DVD (Europa): 5054197034305
- CD + DVD (México): 0190295507084

Hazte sentir más pubblicato in Spagna e in America è un cofanetto cartonato (digipack) composto da:
- CD Hazte sentir, con l'aggiunta delle nuova versioni di El valor de seguir adelante in duetto con Biagio Antonacci, La solución in duetto con Carlos Rivera e Nadie ha dicho (remix) con Gente de Zona, finora mai incisa su supporto fisico (17 tracce in totale).
- DVD contenente la registrazione del concerto del 21 luglio 2018 al Circo Massimo di Roma del Fatti sentire World Wide Tour 2018 (trasmesso anche su Canale 5) e contenuti speciali.
- libro di 100 pagine scritto da Laura Pausini che racconta l'ultimo progetto discografico a partire dalla sua nascita
- poster raffigurante Laura Pausini[Nota 1][Nota 3].

1. La solución (feat. Carlos Rivera) – 3:53 (testo: Massimiliano Pelan, Giulia Anania, Fabio De Martino, Stefano Paviani; adatt. spagnolo: Laura Pausini – musica: Laura Pausini, Massimiliano Pelan, Giulia Anania, Fabio De Martino, Stefano Paviani)
2. Nadie ha dicho (remix) (feat. Gente de Zona) – 3:27 (testo: Niccolò Agliardi; adatt. spagnolo: Laura Pausini – musica: Laura Pausini, Edwyn Roberts, Gianluigi Fazio)
3. El valor de seguir adelante (feat. Biagio Antonacci) – 3:45 (testo: Laura Pausini, Tony Maiello; adatt. spagnolo: Laura Pausini – musica: Tony Maiello, Marco Salvati, Enrico Palmosi, Marco Rettani)

## Crediti
- Laura Pausini: voce
- Paolo Carta: chitarra acustica, programmazione, chitarra elettrica, tastiera, batteria, basso
- Dado Parisini: pianoforte, programmazione, tastiera, sintetizzatore
- Edwyn Roberts: pianoforte
- Roberto Gallinelli: basso
- Cristiano Micalizzi: batteria
- Luca Colombo: chitarra acustica, chitarra elettrica
- Paolo Costa: basso
- David Rhodes: chitarra elettrica
- Joseph Carta: tastiera, programmazione, pianoforte
- Robert Brian: batteria, percussioni
- Rik Simpson: tastiera, programmazione, percussioni
- Fabio De Martino: pianoforte
- Pablo Hurtado: chitarra acustica, chitarra elettrica
- Max Costa: tastiera addizionale, programmazione, registrazioni in Non è detto, La soluzione, Frasi a metà, Le due finestre
- Charlie Jones: basso
- Luca Galizia: chitarra elettrica
- Ettore Grenci: tastiera, programmazione

Produttori
- Laura Pausini: Non è detto, Nuevo, La soluzione, Frasi a metà
- Paolo Carta: Non è detto, E.STA.A.TE, Frasi a metà, Fantastico (Fai quello che sei), No River Is Wilder, L'ultima cosa che ti devo, Zona d'ombra
- Dado Parisini: Non è detto, La soluzione, Frasi a metà, Le due finestre
- Ettore Grenci: Nuevo
- Rik Simpson: Un progetto di vita in comune, Il caso è chiuso
- Nick Ingman: Francesca (Piccola aliena)
- Julio Reyes Copello: Il coraggio di andare

Registrazione
- ORS Oliveta Recording Studio, Castelbolognese
- Soundpark Recording Studio, Los Angeles
- Cypress Overdrive Studio, Los Angeles
- Art House Studio, Miami
- Weeks Recording Studio, Miami
- Fab-factory Studio, Los Angeles

## Successo commerciale
Dopo 16 minuti dalla pubblicazione, l’album raggiunge la prima posizione nella classifica iTunes italiana, poche ore dopo arriva in cima alle classifiche in altri 7 paesi del mondo. Esordisce al primo posto della classifica italiana FIMI degli album e durante la sua prima settimana di vendite, viene certificato disco d'oro e secondo Mediatraffic, risulta il 10º album più venduto al mondo con 49 000 copie vendute. Nella terza settimana di vendite ottiene la certificazione di disco di platino con 50 000 copie vendute in Italia. In seguito alla riedizione dell'album intitolato Fatti sentire ancora (7 dicembre 2018) torna in vetta alla classifica italiana FIMI ottenendo nuovamente il primo posto e il secondo disco di platino.
Hazte sentir nella classifica Billboard degli Stati Uniti d'America ottiene il 5º posto nella classifica Latin Pop Albums, il 12° nella World Albums e il 35° nella Latin Albums.

## Premi e riconoscimenti
Il 4 giugno 2018, in occasione dell'annuale Wind Music Award, Fatti sentire è stato premiata nella categoria Album Multiplatino. Fatti sentire riceve inoltre a novembre 2018 una nomination ai Rockol Awards 2018 nella categoria Miglior album italiano. Inoltre si aggiudica il Premios LatinPop 2018 come miglior disco dell'anno secondo l'omonimo sito web brasiliano.
Con Hazte sentir ottiene il 15 novembre 2018 il Latin Grammy Award nella categoria Miglior album pop tradizionale. Aveva inoltre ricevuto una nomination nella categoria Miglior produttore (Julio Reyes Copello) con la canzone El valor de seguir adelante.
Fatti sentire ancora riceve inoltre a novembre 2019 una nomination ai Rockol Awards 2019 nella categoria Miglior album italiano.

## Classifiche

### Classifiche settimanali
| Classifica (2018) | Posizione massima |
| ----------------- | ----------------- |
| Austria           | 29                |
| Belgio (Fiandre)  | 30                |
| Belgio (Vallonia) | 3                 |
| Croazia           | 3                 |
| Francia           | 38                |
| Germania          | 25                |
| Italia            | 1                 |
| Paesi Bassi       | 78                |
| Repubblica Ceca   | 92                |
| Spagna            | 7                 |
| Slovacchia        | 80                |
| Svizzera          | 2                 |
| Ungheria          | 13                |

### Classifiche di fine anno
| Classifica (2018) | Posizione |
| ----------------- | --------- |
| Italia            | 3         |
| Svizzera          | 38        |
| Belgio (Vallonia) | 84        |
| Spagna            | 42        |
| Classifica (2019) | Posizione |
| Italia            | 98        |